# Charles Borromeo (athlétisme)
Pour les articles homonymes, voir Charles Borromée.
Charles Borromeo (en tamoul, சார்லஸ் ஒர்ரொமெஒ, né le 1er décembre 1958 à Devakottai, district de Sivaganga) est un athlète indien, spécialiste du 800 m.
Il remporte le titre des Jeux asiatiques de 1982 dans un temps record de 1 min 46 s 81.